# Повітряна пошта

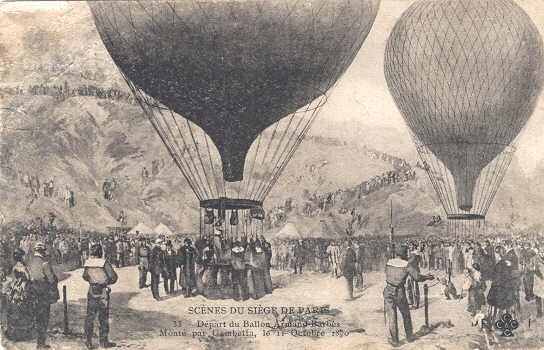
Використання балонної пошти в Парижі в 1870 році (листівка Франції, 1920)

Повітряна пошта, також аеропошта, — загальне поняття для транспортування поштових відправлень повітрям шляхом з використанням різноманітних засобів — від поштових голубів до всіляких повітряних суден.

## Історія

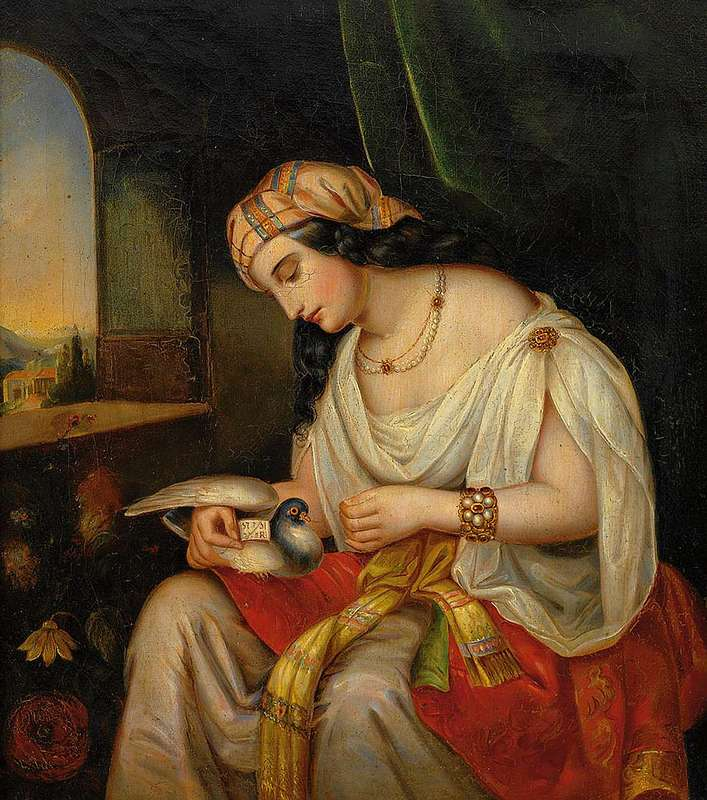
Жінка з поштовим голубом (картина невідомого художника XIX століття)

### Голубина пошта
Найбільш древнім способом пересилки листів по повітрю є голубина пошта. Поштових голубів використовували для доставки повідомлень аж до XX століття.

### Гарматна пошта
У XV—XVI століттях застосовували гарматну (або шарову) пошту для доставки письмових повідомлень по повітрю за допомогою спеціальних поштових артилерійських систем. Останні стріляли спеціальними ядрами, всередину яких закладалася кореспонденція.

### Використання літальних апаратів
З XIX століття для поштового зв'язку почали застосовувати літальні апарати, які були легші за повітря, — аеростати (повітряні кулі) та дирижаблі, що дало поштовх до створення аеростатної (баллонної) та дирижабельної пошти. З появою на початку XX століття апаратів важче за повітря — літаків, — почався бурхливий розвиток авіапошти, при значно меншому розповсюдженні вертолітної і планерної пошти. У радянській поштовій термінології до 1932 року авіапошта офіційно називалася «Повітряною поштою».

#### Аеростатна (балонна) пошта

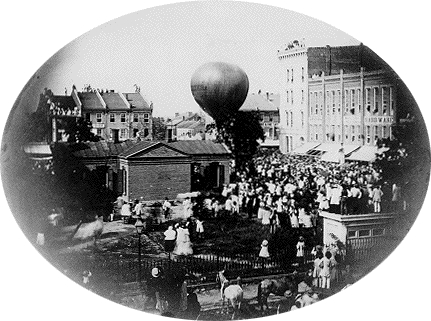
Політ Джона Уайза (John Wise (balloonist)) на повітряній кулі з поштою (США, 17 серпня 1859)

Перша доставка кореспонденції повітряним судном відбулася 7 січня 1785 року і була здійснена на повітряній кулі з англійського міста Дувр в Францію в околицю Кале.
Під час першого польоту на повітряній кулі в Північній Америці 9 січня 1793 року з Філадельфії в Дептфорд, штат Нью-Джерсі) Жан-П'єр Бланшар віз особистий лист Джорджа Вашингтона, призначений для вручення власникові земельної ділянки, на якій приземлиться Бланшар. Завдяки цьому факту політ став першою доставкою повітряної пошти в США.

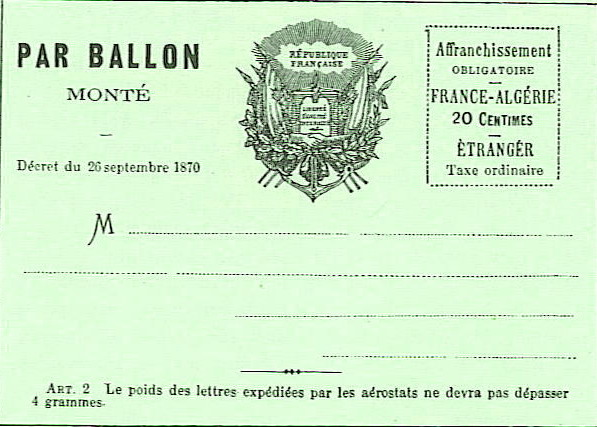
Маркірована поштова картка баллонної пошти (Франція, 1870—1871, 20 сантимів)

Перша офіційна доставка повітряної пошти в США відбулася 17 серпня 1859 року, коли Джон Уайз (англ. John Wise) пілотував повітряну кулю, що стартує в місті Лафаєт в штаті Індіана з пунктом призначення в Нью-Йорку. Погодні умови змусили його приземлитися в Крофордсвіллі (штат Індіана), а пошта була доставлена до місця призначення поїздом. 1959 року в ознаменування цієї події Поштова служба США випустила авіапоштову марку номіналом в 7 центів.
У час франко-пруської війни (1870—1871) пошта з Парижу і Меца також вивозилася на повітряних кулях, що пролітали над головами німців, що тримали в облозі ці міста. Під час польоту на повітряній кулі 1877 році в Нешвіллі (штат Теннессі) також було проведено перевезення пошти.

#### Дирижабельна пошта

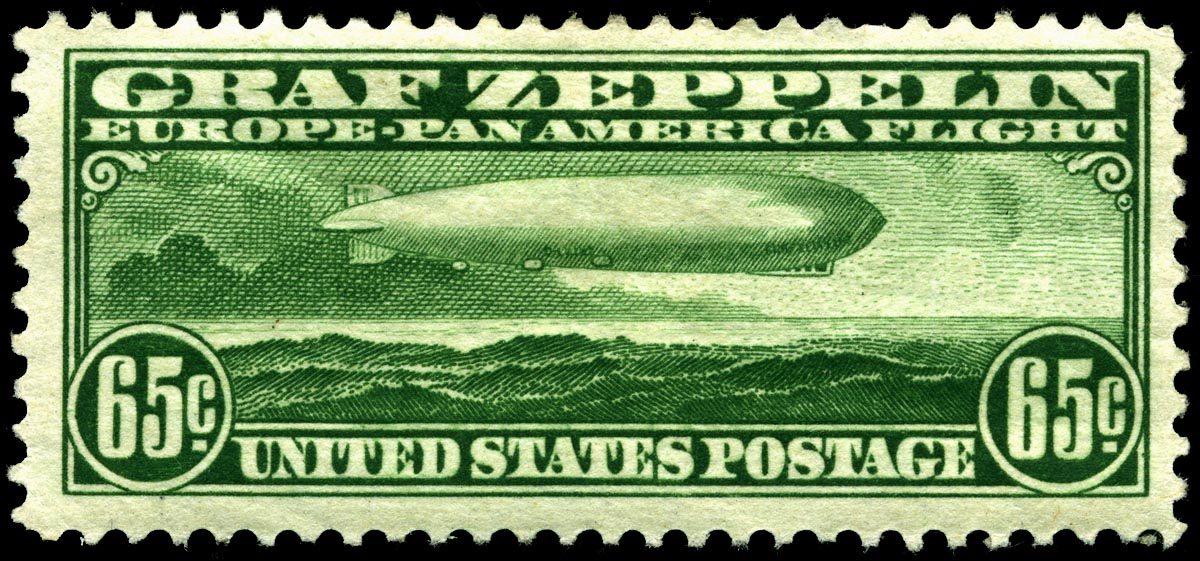
Марка США «Цепелін» (1930)

У 1900—1930-ті роки повітряна пошта також перевозилася дирижаблями, і цей її вигляд знаний як дирижабельна пошта. Особлива помітна роль німецьких цеппелінів: багато країн випустили спеціальні марки для цеппелінної пошти.

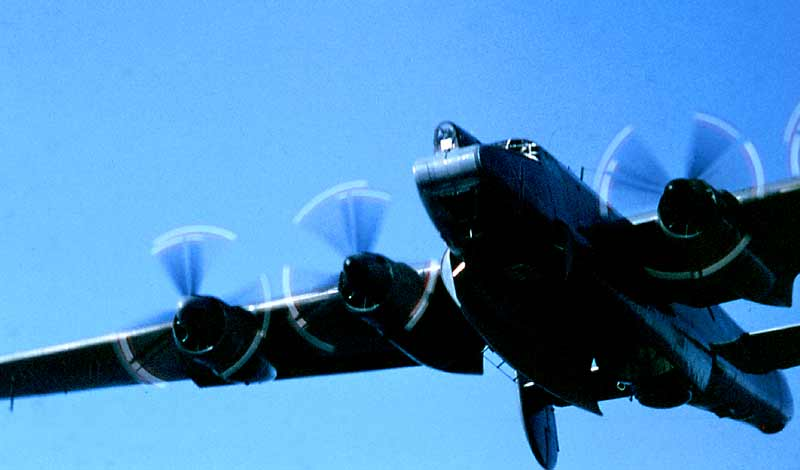
Скидання пошти з літака Avro Shackleton в Бейрі (Мозамбік, липень 1970)

#### Авіапошта
Поява в 1903 році аеропланів відразу ж викликала інтерес до залучення їх до перевезення пошти. Протягом XX століття авіапошта стала основним засобом доставки поштовій кореспонденції і посилок.

#### Ракетна пошта
З 1930-х років в деяких країнах пробували використовувати ракетну пошту.